# Васильківці (Вінницький район)
Василькі́вці — село в Україні, у Погребищенській міській громаді Вінницького району Вінницької області. Населення становить 147 осіб.

## Історія
Станом на 1885 рік у колишньому власницькому селі Спичинецької волості Бердичівського повіту Київської губернії мешкало 522 особи, налічувалось 88 дворових господарств, існували православна церква, школа, постоялий будинок, кузня та водяний млин.
За переписом 1897 року кількість мешканців зросла до 950 осіб (468 чоловічої статі та 482 — жіночої), з яких 853 — православної віри.
Під час Другої світової війни у другій половині липня 1941 року село було окуповане німецько-фашистськими військами. Червоною армією село було зайняте 1 січня 1944 року.
12 червня 2020 року, відповідно до розпорядження Кабінету Міністрів України № 707-р «Про визначення адміністративних центрів та затвердження територій територіальних громад Вінницької області», увійшло до складу Погребищенської міської громади.
19 липня 2020 року, в результаті адміністративно-територіальної реформи та ліквідації Погребищенського району, село увійшло до складу Вінницького району.

## Населення
За даними перепису 2001 року кількість наявного населення села становила 139 осіб, із них 99,32 % зазначили рідною мову українську, 0,68 % — російську.
| Рік            | 1897 | 1989 | 2001 |
| -------------- | ---- | ---- | ---- |
| Кількість осіб |      | 231  | 139  |

## Пам'ятки
- Віковий дуб — ботанічна пам'ятка природи місцевого значення.
- Вікові модрини — ботанічна пам'ятка природи місцевого значення.
- Васильківський парк — парк-пам'ятка садово-паркового мистецтва місцевого значення.

## Відомі уродженці
- Кирилюк Микола Петрович (* 1949) — український політичний і державний діяч.
- Стахевич Олександр Григорович (* 1953) — концертно-камерний співак, педагог сольного співу, доктор мистецтвознавства, професор.